# Andrea (film)
Andrea er en dansk børnefilm fra 2016 instrueret af Marie Beltman Matzen.

## Handling
Andrea skal mødes med nogle veninder et sted i byen en fredag aften. Andrea er forsigtig og opmærksom af natur, men i mødet med byen en kold fredag aften i oktober sættes der for alvor skub i disse følelser. Lyde og indtryk intensiveres, og Andrea tvinges til at se sin paranoia i øjnene.

## Medvirkende
- Natasja Juul, Andrea
- Henriette Katrine Lund, Karen
- Adam Habib Buratowski, Mand